# بينيافييل
بينافيل/بينيافييل (الإسبانية:Peñafiel) هي بلدية إسبانية تقع في مقاطعة بلد الوليد بـ منطقة قشتالة وليون.
ومن أشهر معالمها قلعة بينيافييل وساحة بلازا ديل كوزو التي تعتبر حلبة مصارعة الثيران.

## توأمة
لبينيافييل اتفاقيات توأمة مع كل من:
- بليانة
- إسكالونا
- بينفايل

## أعلام
- رافاييل لوبيز غوميز
- كارلوس الرابع ملك نافارا